# Yolté
Yolté es una localidad del municipio de Larráinzar ubicado en la región de Los Altos del estado mexicano de Chiapas.

## Geografía
La localidad de Yolté se sitúa en las coordenadas geográficas 16°54′10″N 92°47′15″O / 16.902778, -92.787500, a una elevación de 2,044 metros sobre el nivel del mar.

## Demografía
Según el Censo de Población y Vivienda 2020, efectuado por el Instituto Nacional de Estadística y Geografía, la localidad de Yolté tiene 471 habitantes, de los cuales 248 son del sexo masculino y 223 del sexo femenino. Su tasa de fecundidad es de 3.63 hijos por mujer y tiene 91 viviendas particulares habitadas.
| Gráfica de evolución demográfica de Yolté entre 1921 y 2020 |
|                                                             |
| INEGI.                                                      |